# آرسونیک اسید

آرسنوس اسید (As(OH)_{3}) یک توتومر پایدار از H_{3}AsO_{3} است.

آرسونیک اسید ساده‌ترین عضو از خانودهٔ آرسونیک اسیدها است. این ترکیب فرضی است، اگر چه توتومر آرسنوس اسید (As(OH)3) به خوبی اثبات شده است. 